# Тукуруи (микрорегион)

Тукуруи на карте.

Тукуруи (порт. Microrregião de Tucuruí) — микрорегион в Бразилии, входит в штат Пара. Составная часть мезорегиона Юго-восток штата Пара. Население составляет 328 896 человек (на 2010 год). Площадь — 32 879,430 км². Плотность населения — 10,00 чел./км².

## Демография
Согласно сведениям, собранным в ходе переписи 2010 г. Национальным институтом географии и статистики (IBGE), население микрорегиона составляет:
| Полное население                             | Полное население                             | Полное население                             | Полное население                             | 328 896 |
| -------------------------------------------- | -------------------------------------------- | -------------------------------------------- | -------------------------------------------- | ------- |
| в том числе:                                 | Городское население                          | 223 599                                      | Процент городского населения, %              | 67,98   |
|                                              | Сельское население                           | 105 297                                      | Процент сельского населения, %               | 32,02   |
|                                              | Мужское население                            | 168 761                                      | Процент мужского населения, %                | 51,31   |
|                                              | Женское население                            | 160 135                                      | Процент женского населения, %                | 48,69   |
| Плотность населения, чел/км²                 | Плотность населения, чел/км²                 | Плотность населения, чел/км²                 | Плотность населения, чел/км²                 | 10,00   |
| Население микрорегиона в % к населению штата | Население микрорегиона в % к населению штата | Население микрорегиона в % к населению штата | Население микрорегиона в % к населению штата | 4,34    |

## Статистика
- Валовой внутренний продукт на 2003 год составляет 2 265 945 963,00 реалов (данные: Бразильский институт географии и статистики).
- Валовой внутренний продукт на душу населения на 2003 год составляет 7879,30 реалов (данные: Бразильский институт географии и статистики).
- Индекс развития человеческого потенциала на 2000 год составляет 0,678 (данные: Программа развития ООН).

## Состав микрорегиона
В составе микрорегиона включены следующие муниципалитеты:
1. Бреу-Бранку
2. Итупиранга
3. Жакунда
4. Нова-Ипишуна
5. Нову-Репартименту
6. Тукуруи